# Henk te Velde
Henk te Velde (Groningen, 5 september 1959) is een Nederlands historicus en is hoogleraar Nederlandse geschiedenis aan de Universiteit Leiden.

## Carrière
Te Velde was van 2002 tot 2005 verbonden aan de Rijksuniversiteit Groningen in de functie van hoogleraar in de politieke cultuur van de moderne westerse wereld en bekleedt sedert 1 augustus 2005 de leerstoel vaderlandse geschiedenis aan de Universiteit Leiden. Hij promoveerde in 1992 aan de Groningse universiteit; voor het betreffende proefschrift ontving hij de Dirk Jacob Veegens-prijs 1994 van de Hollandsche Maatschappij der Wetenschappen.
Te Velde was betrokken bij de oprichting van de Onderzoekschool Politieke Geschiedenis, een opleidingsinstituut voor promovendi in dit vakgebied. Hij volgde bij dit instituut Remieg Aerts op als opleidingsdirecteur.
Op 29 november 2019 werd Te Velde gekozen als voorzitter van het Koninklijk Nederlands Historisch Genootschap (KNHG). Op 30 april 2020 werd hij verkozen tot lid van de Koninklijke Nederlandse Akademie van Wetenschappen (KNAW). Koning Willem-Alexander der Nederlanden stelde hem op 6 december 2022 samen Gert Oostindie, Esther Captain en Kathleen Ferrier aan om onderzoek te doen naar het koloniale verleden van het Huis Oranje-Nassau.

## Werken
- Gemeenschapszin en plichtsbesef. Liberalisme en nationalisme in Nederland, 1870-1918, 1992, dissertatie
- Stijlen van leiderschap. Persoon en politiek van Thorbecke tot Den Uyl, 2002, uitgeverij Wereldbibliotheek
- Van regentenmentaliteit tot populisme. Politieke tradities in Nederland, 2010, uitgeverij Bert Bakker.
- Sprekende politiek: redenaars en hun publiek in de Gouden Eeuw, 2015, uitgeverij Prometheus.
- i.s.m. Marnix Beyen en Judith Pollmann: De Lage Landen: Een geschiedenis voor vandaag, 2021, Ons Erfdeel.